# Tim Meadows
Tim Meadows (Michigan, 5 de fevereiro de 1961) é um ator e comediante estadunidense. Ele foi um dos primeiros membros do elenco da série de comédia Saturday Night Live da NBC, onde permaneceu por 10 temporadas, de 1991 a 2000. Por seu trabalho em SNL, recebeu uma indicação ao Primetime Emmy Award de Melhor Roteiro para Série de Variedades em 1993. Ele interpretou o personagem principal John Glascott na sitcom Schooled da ABC por duas temporadas, depois de interpretar o mesmo papel em The Goldbergs. Meadows também é conhecido pelo filme de comédia Mean Girls de 2004, um papel que ele então reprisou em Mean Girls 2 e na adaptação musical de 2024.

## Biografia
Tim é filho de Mardell, uma auxiliar de enfermagem, e Lathon Meadows, um zelador. Ele estudou na Pershing High School em Detroit e cursou radiodifusão e televisão na Universidade Estadual Wayne.
Meadows começou a fazer comédia de improviso no Soup Kitchen Saloon. Em 1991, conseguiu uma vaga no Saturday Night Live, aparecendo no programa até 2000. Ele também participou de diversas outras obras, como em "The Client" da segunda temporada de The Office, em Space Force da Netflix, entre outras. Em 17 de fevereiro de 2023, foi contratado para reprisar seu papel como o diretor Ron Duvall de Mean Girls na adaptação musical da Broadway.
Meadows continua a fazer improvisações em Chicago e Los Angeles, mais frequentemente no Upright Citizens Brigade. Ele se casou com Michelle Taylor em 1997 e tiveram dois filhos juntos. Eles se divorciaram em 2005.